# Pedro Álvaro Rodríguez
Pedro Álvaro Rodríguez Rosero (* 18. Oktober 1966 in Tulcán) ist ein ehemaliger ecuadorianischer Radrennfahrer und nationaler Meister im Radsport.

## Sportliche Laufbahn
Rodríguez war Teilnehmer der Olympischen Sommerspiele 1996 in Atlanta. Im olympischen Straßenrennen schied er aus.
1988, 1990, 1991, 1993 und 1995 wurde er Gesamtsieger des Etappenrennens Vuelta al Ecuador, 1987 wurde er Zweiter der Rundfahrt. In der heimischenRundfahrt gewann er insgesamt 25 Etappen. 1995 siegte er auf einem Tagesabschnitt des Clásico RCN in Kolumbien und wurde Dritter der Gesamtwertung. 1995 gewann er den Prolog der Vuelta a Colombia und die Vuelta a Mendoza. 1991 wurde er Sieger der nationalen Meisterschaft im Straßenrennen.
1995 kam er beim Sieg von Danny Nelissen im Rennen der UCI-Straßen-Weltmeisterschaften als Dritter ins Ziel, wurde jedoch wegen einer positiven Dopingprobe nachträglich auf den 4. Rang zurückgesetzt.